# Adrianus Johannes Ehnle
Adrianus Johannes Ehnle (Den Haag, 5 februari 1819 - Haarlem, 4 april 1863) of ook wel Adrianus Jan Ehnle was een Nederlands kunstschilder en lithograaf. Hij is bekend om zijn historische stukken, genrestukken en zijn portretten.
Ehnle werd in 1819 geboren in Den Haag als zoon van goudsmid Johan Godfried Ehnle (1791-1826) en Sabina Henrietta Stutterheim (1794-1857) met in ieder geval één broer (Johan Pieter), waar hij tot 1848 woonde (enige tijd in ieder geval aan de Pieter Bothstraat) en van 1839 tot 1843 de Academie van Beeldende Kunsten bezocht. Hij was leerling van onder anderen Cornelis Kruseman. In 1839 maakte hij samen met zijn vriend Johan Philip Koelman (de latere directeur van de Academie) een studiereis naar Italië zoals in die tijd niet ongebruikelijk was. Op de Academie maakte hij indruk met zijn schildervaardigheden, waarbij hij zich vooral onderscheidde bij het schilderen en tekenen van gelijkende portretten.
In 1848 verhuisde hij naar Haarlem en werd daar later ook aangesteld als conservator van de kunstverzamelingen van het Teylers Museum aldaar, maar bleef als kunstenaar actief. Ehnle trouwde op 21 november 1847 met Margaretha Cornelia Masdorp (1823) en ze hadden drie kinderen: Sabina Henriette Ehnle (1852), de tekenaar Jan Dirk Ehnle (1857), en architect Eduard Frederik Ehnle (1861-1922).
Werken van Ehnle hangen in diverse grote Nederlandse musea, waaronder het Museum Boijmans Van Beuningen in Rotterdam, het Teylers Museum in Haarlem, het Kunstmuseum Den Haag en het Rijksprentenkabinet in Amsterdam.

## Portretten, gemaakt door A.J. Ehnle

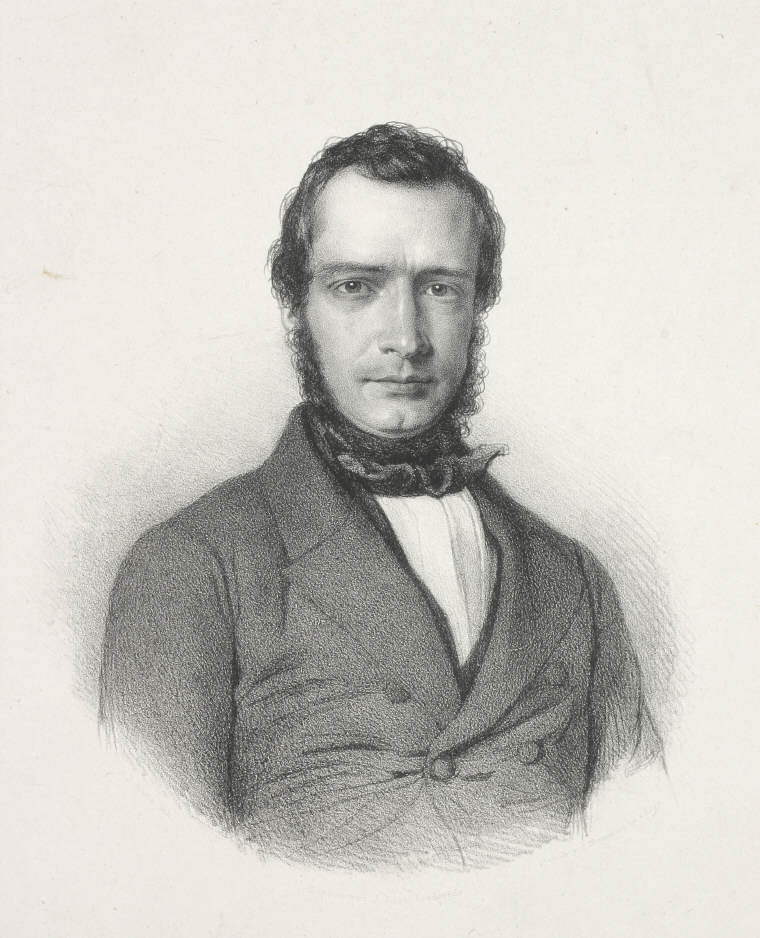
Samuel Johannes van den Bergh, Nederlands dichter, 1852
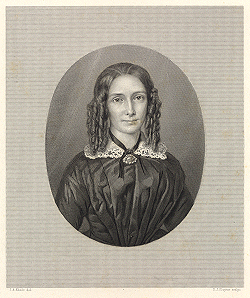
Geertruida Bosboom-Toussaint, Nederlands schrijfster, ca. 1845
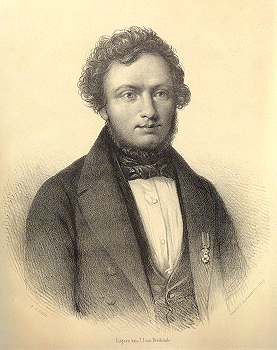
Adriaan van der Hoop jr., Nederlands dichter en schrijver
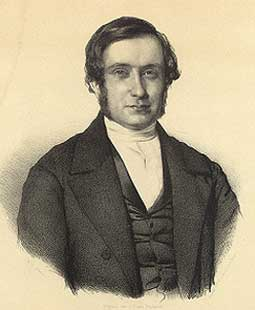
Johannes Petrus Hasebroek, Nederlands schrijver, ca. 1850
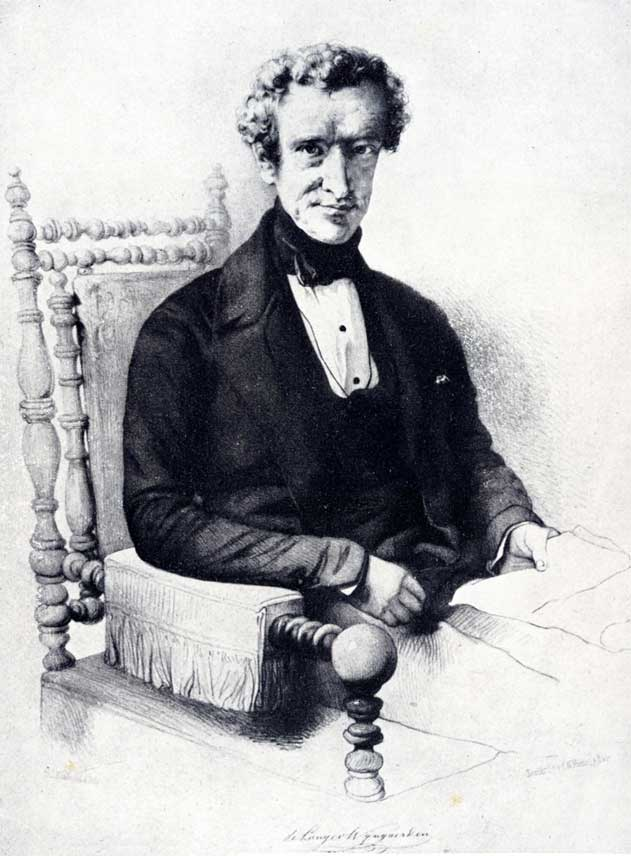
Cornelis Johan de Lange
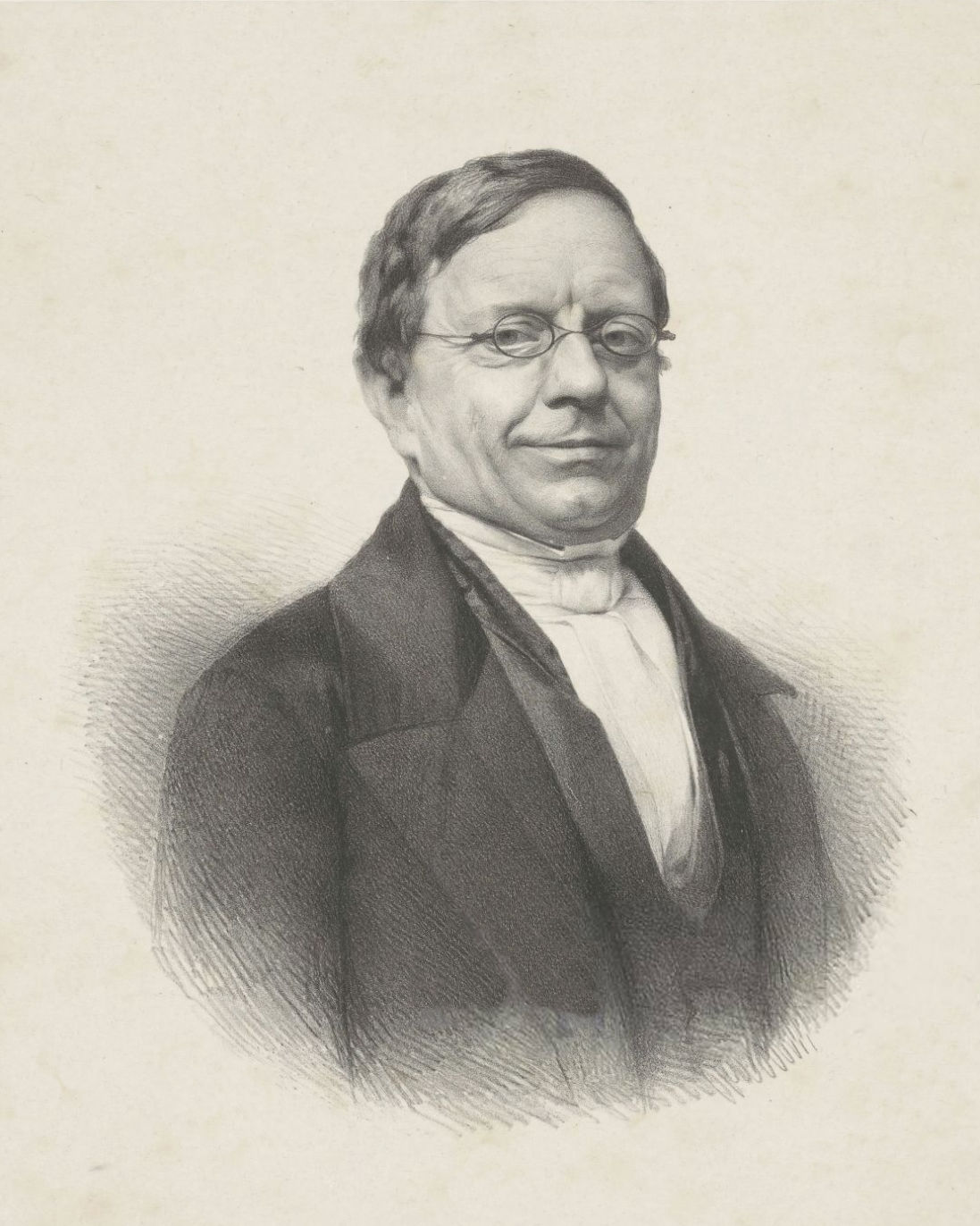
Abraham Jacob van der Aa, Nederlands schrijver, 1853
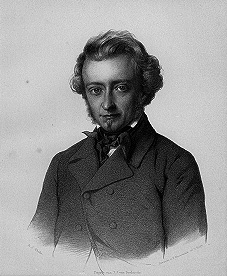
Joseph Alberdingk Thijm, Nederlands schrijver, 1852
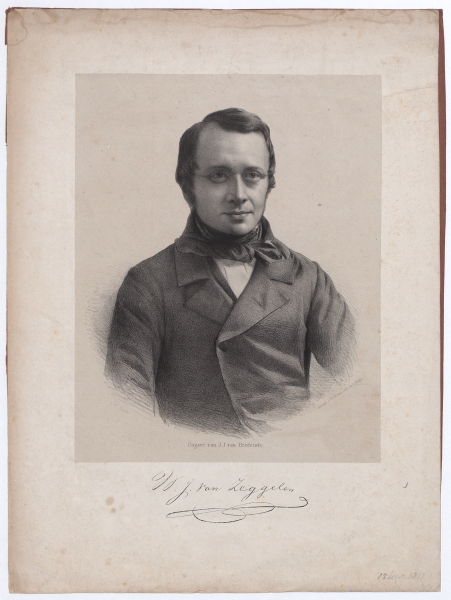
Willem Josephus van Zeggelen, Nederlands dichter
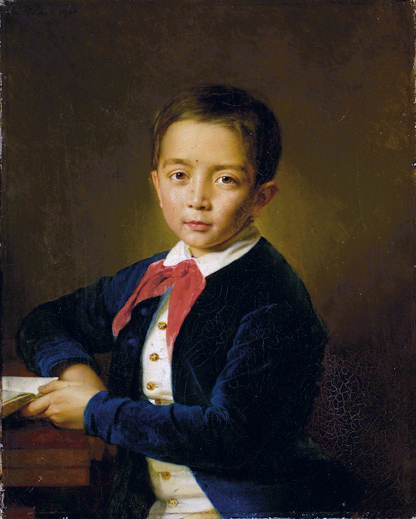
Adelborst J.F.G. Boerlage, 1850)
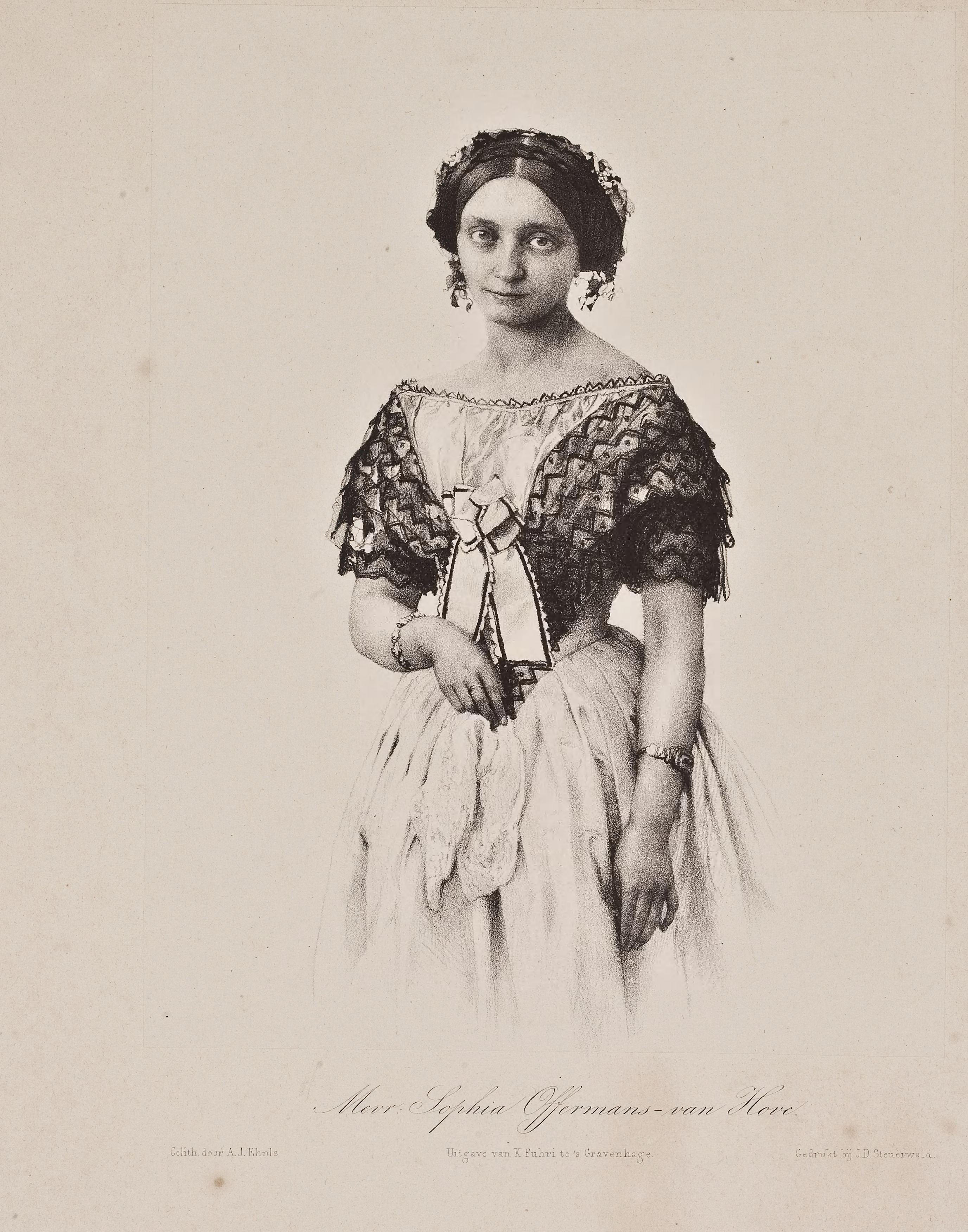
Sophie Offermans-van Hove, Nederlandse sopraan
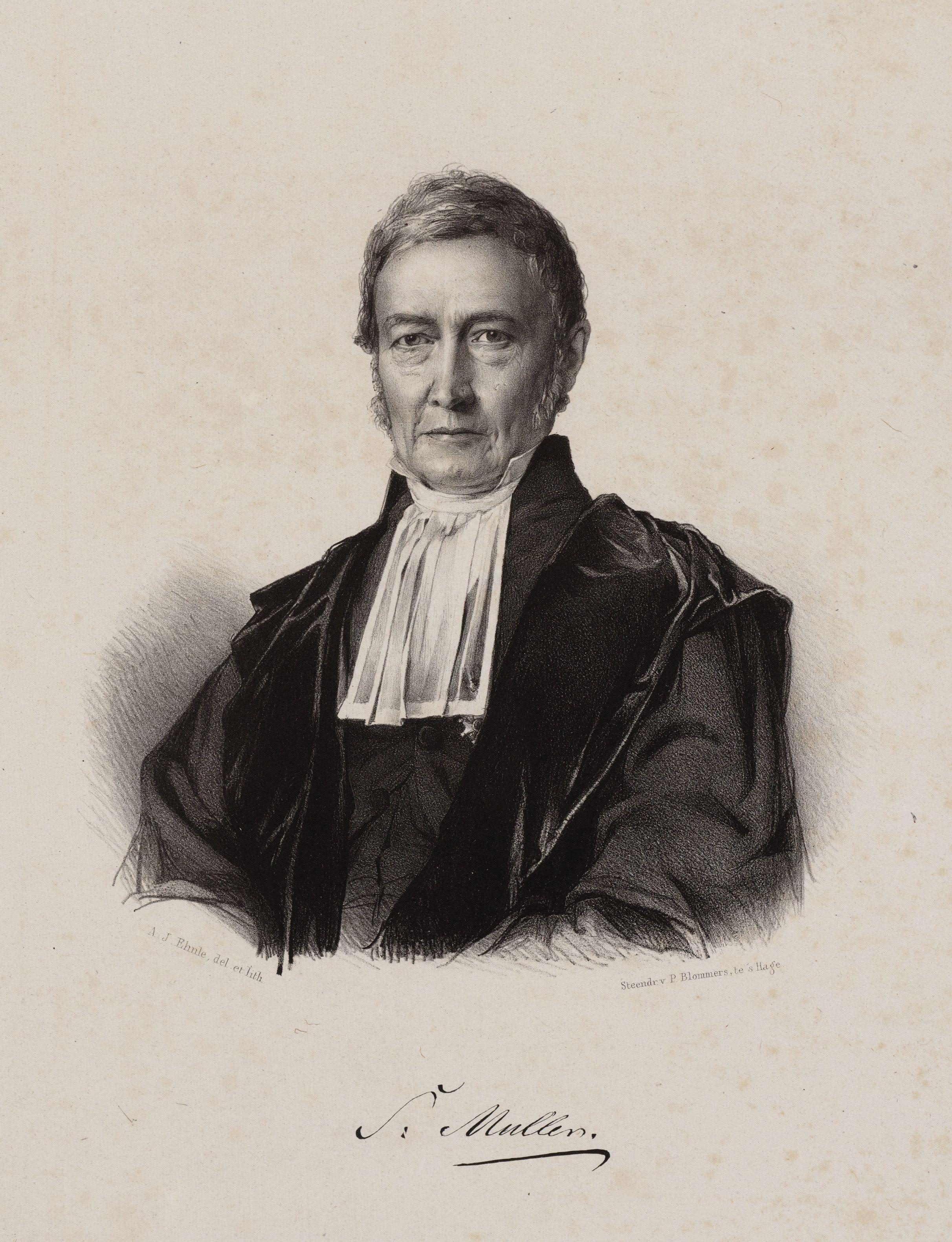
Samuel Muller